# Indur (Palestina)
Indur —en àrab إندور, Indūr— era un poble palestí que estava situat uns 10,5 quilometres al sud-est de la ciutat de Natzaret. El nom deriva de la ciutat cananea d'Endor (en àrab عين دور, ʿAyn Dūr). El poble fou despoblat en la guerra àraboisraeliana de 1948; els descendents dels seus habitants demanen el dret a tornar a les seves llars.
Endor és esmentada en la Bíblia; el rei Saul va trobar la nigromant d'Endor en aquest lloc. La situació de l'antiga ciutat estaria o bé en la mateixa Indor o bé a Khirbet Safsafa, 1 km al nord-est. El 1596 es va incorporar a l'Imperi Otomà, dins de la nàhiya de Shafa, al liwà de Lajjun. Va passar a estar controlada pels britànics en l'any 1918 i fou ocupada per les forces israelianes el 24 de maig de 1948, i els seus habitants van ser expulsats. El 2004 una manifestació palestina a favor del dret al retorn va rebre el suport i la participació de nombrosos jueus i àrabs israelians.